# Tuvaluanski jezik
Tuvaluanski je polinezijski jezik. On je blisko srodan sa eliskom grupom jezika, koja se govori na Tuvalu. Ovaj jezik je manje više dalje srodan sa svim drugim polinezijskim jezicima, kao što su havajski, maorski, tahićanski, samoanski, i tonganski, a najbliže je srodan sa jezicima koji se govore na polinezijskoj periferiji u Mikroneziji i Severnoj i Centralnoj Melaneziji. Tuvaluanski u znatnoj meri pozajmljuje od Samoanskog, jezika hrišćanskih misionara sa kraja 19. i početka 20. veka. Procenjuje se da oko 13.000 ljudi govori Tuvaluanski jezik širom sveta.

## Literatura
- Munro, D. (1996). „D. Munro & A. Thornley (eds.) The Covenant Makers: Islander Missionaries in the Pacific”. Samoan Pastors in Tuvalu, 1865-1899. Suva, Fiji, Pacific Theological College and the University of the South Pacific. стр. 124—157.